# Liste der Baudenkmäler im Nordviertel (Essen)
Die Liste der Baudenkmäler im Nordviertel (Essen) enthält die denkmalgeschützten Bauwerke auf dem Gebiet von Essen-Nordviertel, Stadtbezirk I, in Nordrhein-Westfalen (Stand: Januar 2016). Diese Baudenkmäler sind in der Denkmalliste der Stadt Essen eingetragen; Grundlage für die Aufnahme ist das Denkmalschutzgesetz Nordrhein-Westfalen (DSchG NRW).

| Bild                                                                         | Bezeichnung                                                                  | Lage                                                                                  | Beschreibung | Bauzeit              | Eingetragen seit   | Denkmal- nummer |
| ---------------------------------------------------------------------------- | ---------------------------------------------------------------------------- | ------------------------------------------------------------------------------------- | --- | -------------------- | ------------------ | --------------- |
| Jüdischer Friedhof                                                           | Jüdischer Friedhof                                                           | Assmannweg Karte                                                                      | 1885 eröffneter jüdischer Teil des bereits von 1863 bis in die 1980er Jahre bestehenden Alten Friedhofs Segeroth, ehemals größter jüdischer Friedhof Essens, letzte Beisetzung 1991, zählt 707 Grabsteine         | eröffnet 1885        | 14. Februar 1985   | 12              |
| Wohnhaus                                                                     | Wohnhaus                                                                     | Beisingstraße 14 Karte                                                                | | 1891                 | 14. November 1991  | 675             |
| Wohnhaus                                                                     | Wohnhaus                                                                     | Beisingstraße 16 Karte                                                                | | 1891                 | 14. November 1991  | 676             |
| Wohnhaus                                                                     | Wohnhaus                                                                     | Beisingstraße 17 Karte                                                                | | Ende 19. Jahrhundert | 13. September 1990 | 599             |
| Wohnhaus                                                                     | Wohnhaus                                                                     | Beisingstraße 20 Karte                                                                | | Ende 19. Jahrhundert | 14. November 1991  | 677             |
| Wohnhaus                                                                     | Wohnhaus                                                                     | Beisingstraße 21 Karte                                                                | | Ende 19. Jahrhundert | 13. September 1990 | 600             |
| Schulgebäude                                                                 | Schulgebäude                                                                 | Beisingstraße 22 Karte                                                                | Schule an der Beisingstraße: 2011 als Hauptschule geschlossen, im Sommer 2012 als neue Grundschule (Zusammenschluss der Tiegel- und der Grundschule Nordviertel) wiedereröffnet                                   | um 1893              | 14. November 1991  | 678             |
| Wohnhaus                                                                     | Wohnhaus                                                                     | Beisingstraße 23 Karte                                                                | | Ende 19. Jahrhundert | 8. September 1990  | 814             |
| Wohnhaus                                                                     | Wohnhaus                                                                     | Beisingstraße 27 Karte                                                                | | Ende 19. Jahrhundert | 14. November 1991  | 679             |
| Wohnhaus                                                                     | Wohnhaus                                                                     | Beisingstraße 29 Karte                                                                | | nach 1880            | 25. Juni 1992      | 760             |
| Wohnhäuser                                                                   | Wohnhäuser                                                                   | Eltingplatz 8/10/12 Karte                                                             | | 1894–1895            | 10. Dezember 1987  | 228             |
| Wohnhaus                                                                     | Wohnhaus                                                                     | Eltingstraße 3 Karte                                                                  | | Ende 19. Jahrhundert | 14. November 1991  | 680             |
| Wohnhaus                                                                     | Wohnhaus                                                                     | Eltingstraße 5 Karte                                                                  | | Ende 19. Jahrhundert | 14. November 1991  | 681             |
| Wohnhaus                                                                     | Wohnhaus                                                                     | Eltingstraße 19 Karte                                                                 | | Ende 19. Jahrhundert | 13. September 1990 | 601             |
| Wohnhaus                                                                     | Wohnhaus                                                                     | Eltingstraße 20 / Gertrudisstraße Karte                                               | | 1883                 | 8. September 1994  | 815             |
| Wohnhaus                                                                     | Wohnhaus                                                                     | Eltingstraße 21 Karte                                                                 | | 1890                 | 13. September 1990 | 602             |
| Wohnhaus                                                                     | Wohnhaus                                                                     | Eltingstraße 24 Karte                                                                 | | 1891                 | 13. September 1990 | 603             |
| Wohnhaus                                                                     | Wohnhaus                                                                     | Eltingstraße 26 Karte                                                                 | | 1891                 | 14. November 1991  | 682             |
| Wohnhaus                                                                     | Wohnhaus                                                                     | Eltingstraße 28 Karte                                                                 | | nach 1890            | 13. September 1990 | 604             |
| Wohnhaus                                                                     | Wohnhaus                                                                     | Eltingstraße 33 Karte                                                                 | | nach 1900            | 9. Dezember 1993   | 778             |
| Wohnhaus                                                                     | Wohnhaus                                                                     | Gertrudisstraße 17 Karte                                                              | | 1883                 | 8. September 1994  | 816             |
| Wohnhaus                                                                     | Wohnhaus                                                                     | Gertrudisstraße 23 Karte                                                              | | Ende 19. Jahrhundert | 14. November 1991  | 683             |
| Wohnhaus                                                                     | Wohnhaus                                                                     | Gertrudisstraße 25–27 Karte                                                           | | Ende 19. Jahrhundert | 9. Dezember 1993   | 779             |
| Schlachthof Verwaltungsgebäude                                               | Schlachthof Verwaltungsgebäude                                               | Goldschmidtstraße 112 Karte                                                           | | 1883–1884            | 14. November 1991  | 684             |
| Zeche Amalie                                                                 | Zeche Amalie                                                                 | Helenenstraße 140 Karte                                                               | Das Fördergerüst und Schachthalle stehen unter Denkmalschutz. | 1936                 | 17. Juni 2021      | 993             |
| Wohnhaus                                                                     | Wohnhaus                                                                     | Holzstraße 13 Karte                                                                   | | 1888                 | 8. September 1994  | 817             |
| Wohnhaus                                                                     | Wohnhaus                                                                     | Holzstraße 15 Karte                                                                   | | 1888                 | 8. September 1994  | 818             |
| Wohnhaus                                                                     | Wohnhaus                                                                     | Holzstraße 24 Karte                                                                   | | Ende 19. Jahrhundert | 8. September 1994  | 819             |
| Kirche St. Peter                                                             | Kirche St. Peter                                                             | Katzenbruchstraße / Süderichstraße 35 Karte                                           | Nach Kirchenschließung und Umbau ist 2008 ist die Katholische Schule für Pflegeberufe Essen eingezogen. | 1926–1927            | 9. Dezember 1993   | 780             |
| Kriegerdenkmal                                                               | Kriegerdenkmal                                                               | Peterstraße/Stoppenberger Straße/Kleine Stoppenberger/gegenüber Peterstraße 1/3 Karte | Zum Gedenken an die deutschen Einigungskriege 1864, 1866 und 1870/71 (Deutsch-Französischer Krieg) | 1890                 | 9. Dezember 1993   | 781             |
| Wohnhaus                                                                     | Wohnhaus                                                                     | Peterstraße 11 Karte                                                                  | | Ende 19. Jahrhundert | 9. Dezember 1993   | 782             |
| Wohnhaus                                                                     | Wohnhaus                                                                     | Peterstraße 13/15 Karte                                                               | | Ende 19. Jahrhundert | 14. November 1991  | 685             |
| Grabmal für die Toten des Grubenunglücks auf der Zeche Helene Amalie 1922    | Grabmal für die Toten des Grubenunglücks auf der Zeche Helene Amalie 1922    | Reckhammerweg Karte                                                                   | Der Gedenkstein auf dem Alten Friedhof Segeroth erinnert an die 23 Knappen, die durch eine Kohlenstaubexplosion am 31. Mai 1922 auf Zeche Amalie ums Leben kamen. Sie haben hier ihre letzte Ruhestätte gefunden. | 1922                 | 24. September 2019 | 982             |
| Grabmal für die Toten des Grubenunglücks auf der Zeche Victoria Mathias 1921 | Grabmal für die Toten des Grubenunglücks auf der Zeche Victoria Mathias 1921 | Reckhammerweg Karte                                                                   | Der Gedenkstein auf dem Alten Friedhof Segeroth erinnert an die Opfer des Grubenunglücks auf Zeche Victoria Mathias.                                                                                              | 1921                 | 24. September 2019 | 982             |